# ジャック＝ルイ・ルブラン夫人の肖像
『ジャック＝ルイ・ルブラン夫人の肖像』（ジャック＝ルイ・ルブランふじんのしょうぞう、仏: Madame Jacques-Louis Leblanc）は、フランス新古典主義の巨匠ドミニク・アングルが1823年に描いた肖像画である。油彩。同年の『ジャック＝ルイ・ルブランの肖像』（Jacques-Louis Leblanc）と対になる作品で、本作品のみ1834年のサロンに『聖サンフォリアンの殉教』（Le Martyre de saint Symphorien）とともに出品され、さらに1855年のパリ万国博覧会にも出品された。アングルを敬愛した印象派の画家エドガー・ドガのコレクションであったことでも知られている。現在はニューヨークのメトロポリタン美術館に所蔵されている。

## モデル
ルブラン夫人（旧姓フランソワーズ・ポンセル, Françoise Poncelle）はフランス最北部のカンブレーの裕福な家庭に生まれた。フランソワーズがフィレンツェでジャック＝ルイ・ルブラン（Jacques-Louis Leblanc）と結婚したのは1811年のことである。当時、彼女はナポレオンの姉妹でトスカーナ大公公爵夫人であったエリザ・ボナパルトの侍女としてピッティ宮殿に仕えており、夫のジャック＝ルイ・ルブランはエリザ・ボナパルトの秘書を務めていた。エリザはナポレオン失脚後はローマに亡命したが、夫婦はフィレンツェに留まった。彼らがアングルと知り合ったのは1821年のことである。アングルは1820年から1824年にかけてフィレンツェで『ルイ13世の誓願』（Le Vœu de Louis XIII）の制作を続けていたが、生活のための注文に恵まれず貧困に苦しんでいた。夫はそんなフィレンツェ時代の画家の良き理解者として多くの肖像画を注文した。そのうちルブラン嬢の肖像画は消失したが、夫妻の肖像画のほかにも夫妻と息子フェリクスなど複数の素描作品がルーヴル美術館やボナ美術館に残されている。

## 作品

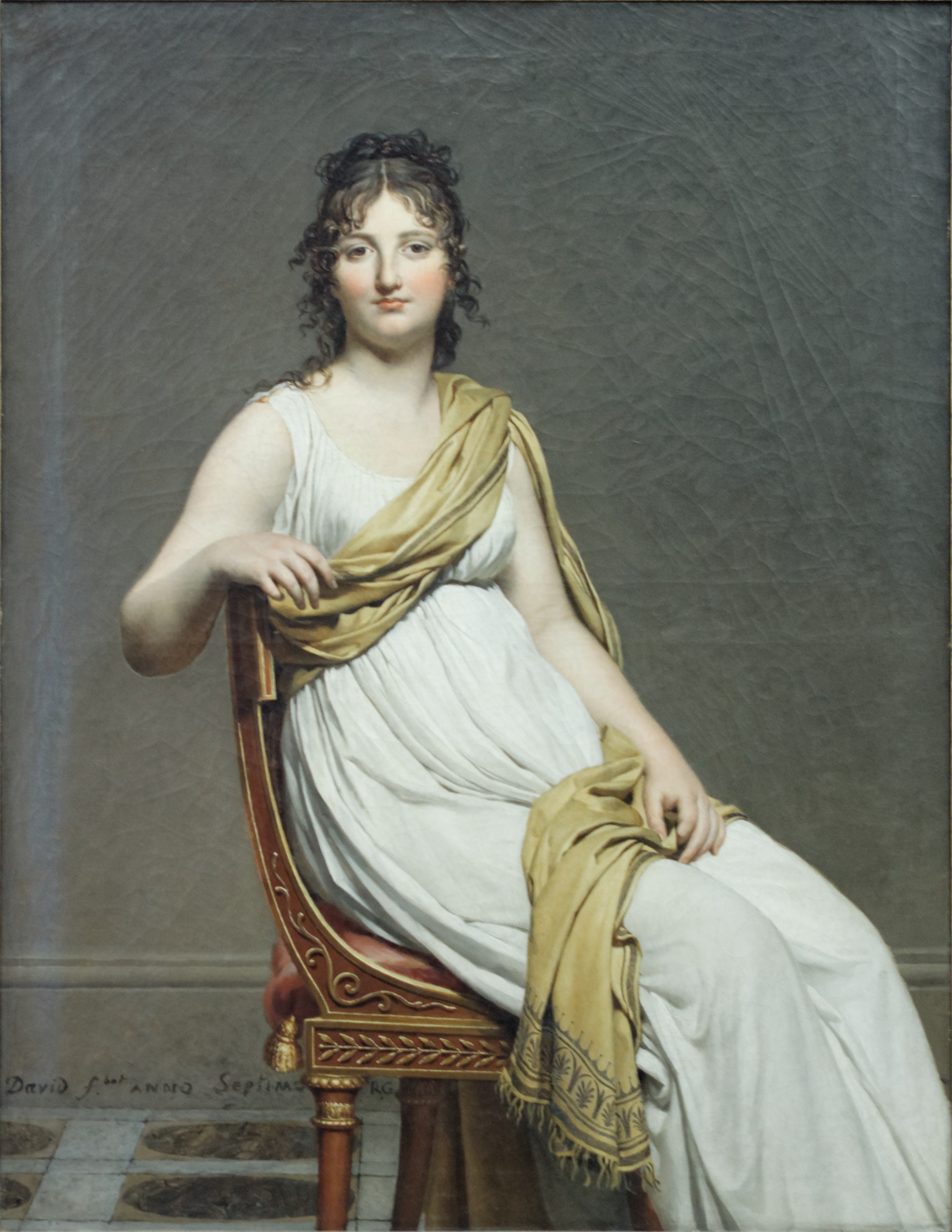
ジャック＝ルイ・ダヴィッドの1799年の作品『ヴェルニナック夫人の肖像』。ルーヴル美術館所蔵。

ルブラン夫人はゆったりと優雅な姿勢で椅子に座っている。夫人は黒のドレスを身にまとい、椅子の肘付きではなく背もたれの方に肘をついている。金の鎖のネックレスは懐中時計がつなげられ、彼女の腰に留め金で留められている。またカシミアのショールには夫人がエリザ・ボナパルトの関係者であることを示す「E」の文字が刺繍されている。夫人は鑑賞者を真っ直ぐに見つめているが、アングルは微笑む夫人の瞳にアイロニーの光を捉えている。夫人の肌は筆の痕跡が消し去られ、半透明のガーゼの袖が巧みに描かれてるほか、椅子の肘付きに掛けられた夫人のショールの緻密なデザインをアングルは漏らすことなく描き込んでいる。
夫妻が向き合うように座り、左右異なる方向から照明が当てられていることから、両作品を並べて壁にかけることを意図している。そして夫妻のポーズ、色彩、ファッションなどに共通の要素を持たせることによって、夫婦を結びつける家庭的な絆を表現している。
黒いドレスに若干のひび割れが入っているのは、おそらく画家が乾燥を早めるために乾燥促進剤を混ぜたことが原因と見られる。
本作品には様々なポーズを取った20を越える習作素描がアングル美術館に残されており、1823年のアングルにとって夫人の肖像画制作は中心的な仕事の1つだった。初期の構想では夫人と娘を一緒に描くことも考えていたが、最終的に師であるジャック＝ルイ・ダヴィッドが1799年に描いた『ヴェルニナック夫人の肖像』（madame de Verninac）と同じポーズを用いて描いている。また何人かの美術史家はアングルがアーニョロ・ブロンズィーノなどのイタリアのマニエリスムの影響を受けていることを指摘している。

## 反応
アングルは当初の予定では前年の1833年のサロンで『ルイ＝フランソワ・ベルタン氏の肖像』（Monsieur Louis-François Bertin）とともに出品するつもりだったらしい。これは夫妻が1833年にパリに戻り、両者の友好関係が再開されたことによる。しかし絵画はまだフィレンツェから到着していなかったため、翌年のサロンで『聖サンフォリアンの殉教』とともに出品された。
ジャーナリストのルイ・ペッスが5月3日の日刊紙『ラ・ナショナル』で本作品を称賛し、腕や手、色彩の美しさ、特に透明な黒いガーゼの袖、ショール、その他のアクセアリーについてコメントし、この作品をサロンの最も注目すべき作品とするなどの高評価もあったが、おおむね不評であった。そもそもこの年のサロンの主役を務めるはずだったのは、長年にわたって完成が待ち望まれていた『聖サンフォリアンの殉教』であった。そして悪いことに『聖サンフォリアンの殉教』はアングルが腹を立てるほど不評であった。画家であり美術評論家でもあったガブリエル・ラヴィロンは本作品の色彩を厳しく批判し、彼女の顔の赤い色調はあまりにも誇張されていて、まるで彼女の鼻が血まみれであるかのように彼女の印象を悪くしているし、そのうえもっと不可解なことに、静脈に血が流れているように見えないと述べた。さらに別の批評家は、ルブラン夫人が頭頂部を欠き、膨らんだ眼とソーセージのような指をした怪物のように見えると意地悪く書きたて、遠近法の歪みを指摘し、いくつかの屈曲した鏡によってキャンバスに映し出していると結論付けた。
1855年のパリ万国博覧会に出品された際には本作品およびモデルの美しさと繊細さを称賛する意見が見られ、また美術評論家テオドール・デュレはアングルの心理的な洞察の鋭さを称賛した。テオフィール・シルヴェストルも翌年の Histoire des artistes vivants: Français et étrangers. において、アングルがフィレンツェ滞在中に制作した絵画の1つに本作品の名を挙げている。

## 来歴

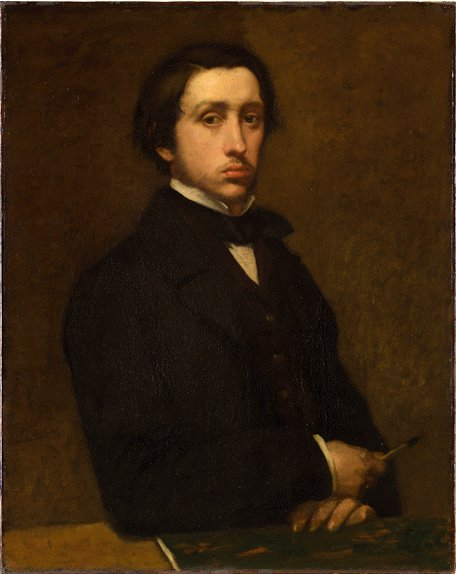
1855年頃のエドガー・ドガ（自画像）。

アングルは『ルイ13世の誓願』が大成功を収めた翌1825年、ジャック＝ルイ・ルブランに親密な手紙を送り、本作品が夫人の所有物となることを望む旨を伝えている。以来、夫妻の肖像画は長らくルブラン家が所有していた。フランソワーズと夫ジャックがそれぞれ1839年と1846年に死去した後は、息子のフェリックス＝ジェローム＝フランソワ＝ジャック・ルブラン（Félix-Jérôme-François-Jacques Leblanc）が所有した。のちの印象派の画家エドガー・ドガはパリ万国博覧会の前年の1854年、夫妻の肖像画を見るためにパリのエストラパード通りに住んでいたフェリクスを訪ねている。ドガはまたヴァルパンソン家を訪れてアングルの初期の傑作として名声を得ることになる『浴女』（Grande Baigneuse）も見ている。両作品はどちらもパリ万国博覧会に出品された。
1886年にフェリクスが死去したとき、彼の妹で画家・音楽家のジャン＝アンリ・プレース（Jean-Henri Place）と結婚したイサウレ＝ジュリエット＝ジョゼフィーヌ・ルブラン（Isaure Juliette-Josephine Leblanc）は、ルーヴル美術館に肖像画の寄贈を打診したが議論の結果拒否された。リヴィエール家に関するアングルの初期の肖像画3点がルーヴル美術館に遺贈される4年前のことである。肖像画はその後彼女が所有し、1895年に死去すると、翌年にオテル・ドゥルオーで売りに出され、ドガが友人であった彫刻家 ポール＝アルベール・バルトロメと共同で本作品を7,500フラン、『ジャック＝ルイ・ルブランの肖像』を3,500フランで購入した。仲介をしたのは画商ポール・デュラン＝リュエルだった。ドガがルブラン家で本作品を見てから実に40年もの歳月が経過しており、彼は非常に興奮し両作品の購入を「私の収集家としての人生の事件だ」と語っている。このときルーヴル美術館が絵画の購入に関心を示さなかったことについては、アングルの絵画としては価格が低かったためという見解もある。

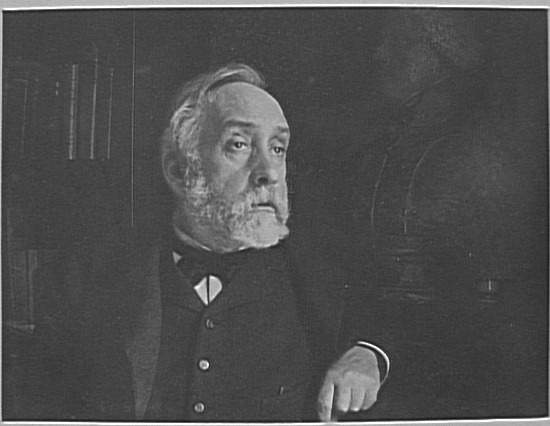
1895年に撮影されたエドガー・ドガ。

バルトロメは当初、2つの絵画を両者の間で分割し、自身は『ルブラン夫人の肖像画』を得るつもりでいた。しかしドガが夫婦の肖像画を分けることに反対したため、夫の肖像画を得るつもりが全くなかったバルトロメは夫人の肖像画をドガに譲ったと、画家アルフレッド・ロールや美術批評家ヘンリー・ラポーズ（Henry Lapauze）に宛てた手紙の中で語っている。
生前密かに美術館の設立を計画していたドガは美術館の中心的存在として両作品を位置づけていた。1917年にドガが世を去ると、彼が残した5000を超えるコレクション（ドガはアングルの20の絵画と88の素描、ドラクロワの13の絵画と200の素描、および印象派の絵画を収集していた）は翌年に競売にかけられ世界各地に分散した。この競売によってニューヨークのメトロポリタン美術館はルブラン夫妻の肖像画と、ドガの10の絵画および素描を購入した。その後、絵画は第一次世界大戦が終結するまでフランスで保管されたのちメトロポリタン美術館に収蔵された。以来、肖像画はメトロポリタン美術館が所有しているアメリカ合衆国有数のアングルのコレクションの一部を形成している。

## ギャラリー
メトロポリタン美術館は本作品のほかに次のようなアングルの絵画を所蔵している。とりわけ『ド・ブロイ公爵夫人の肖像』（Princess Albert de Broglie, 1851年-1853年）はアングル後期の肖像画を代表する傑作の1つとして必ず名前が上がるほど有名である。

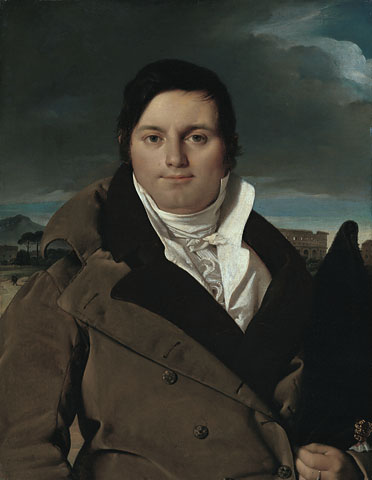
『ジョセフ＝アントワーヌ・モルテードの肖像』（1810年）
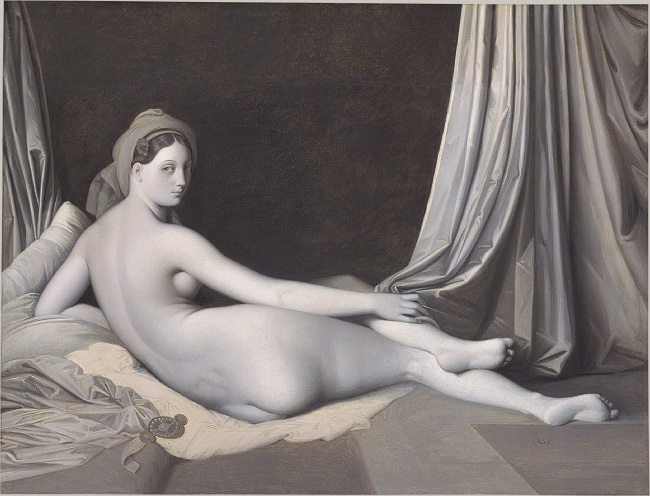
『灰色のオダリスク』（1823年-1824年）
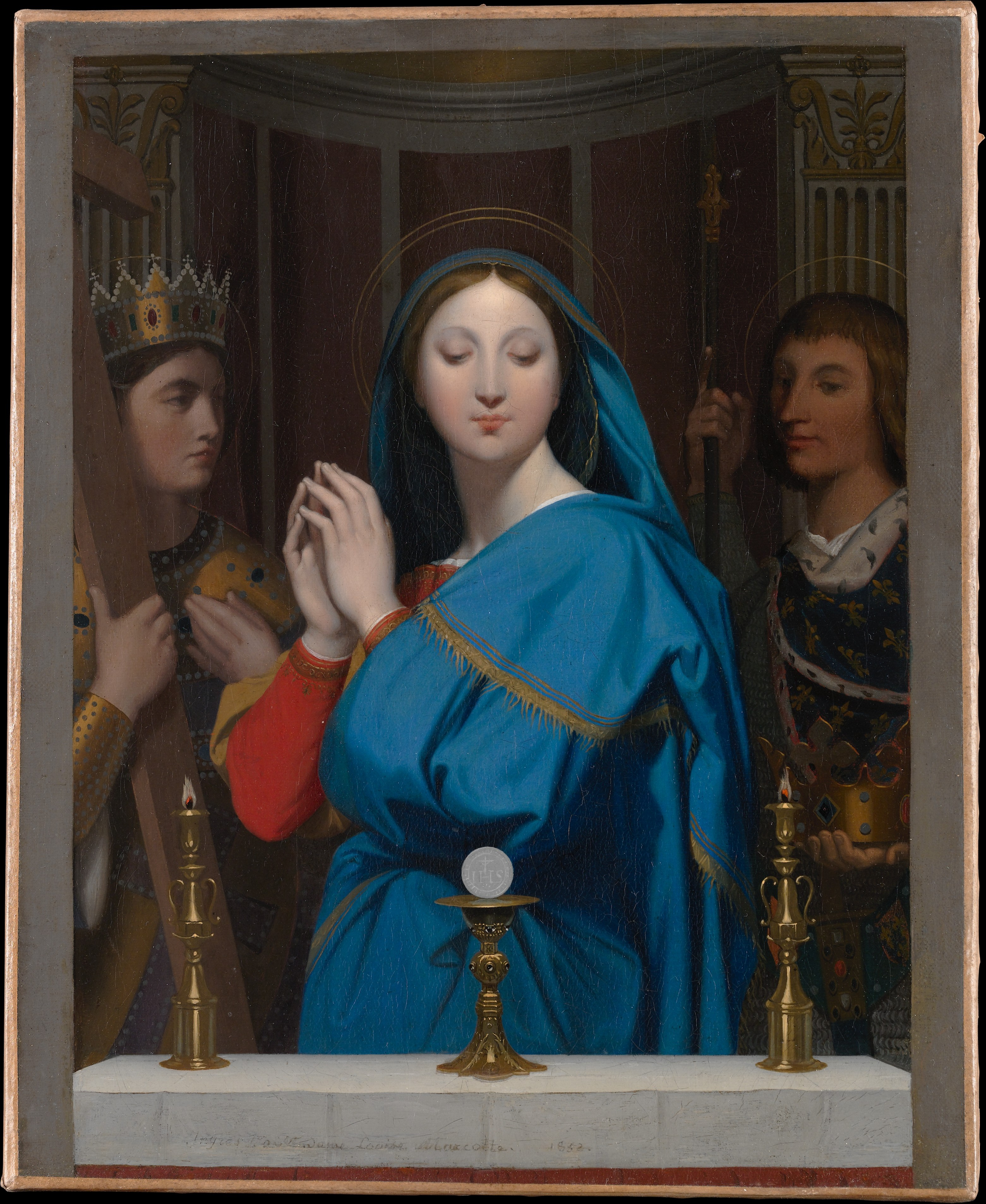
『聖餅の聖母』 （1852年）
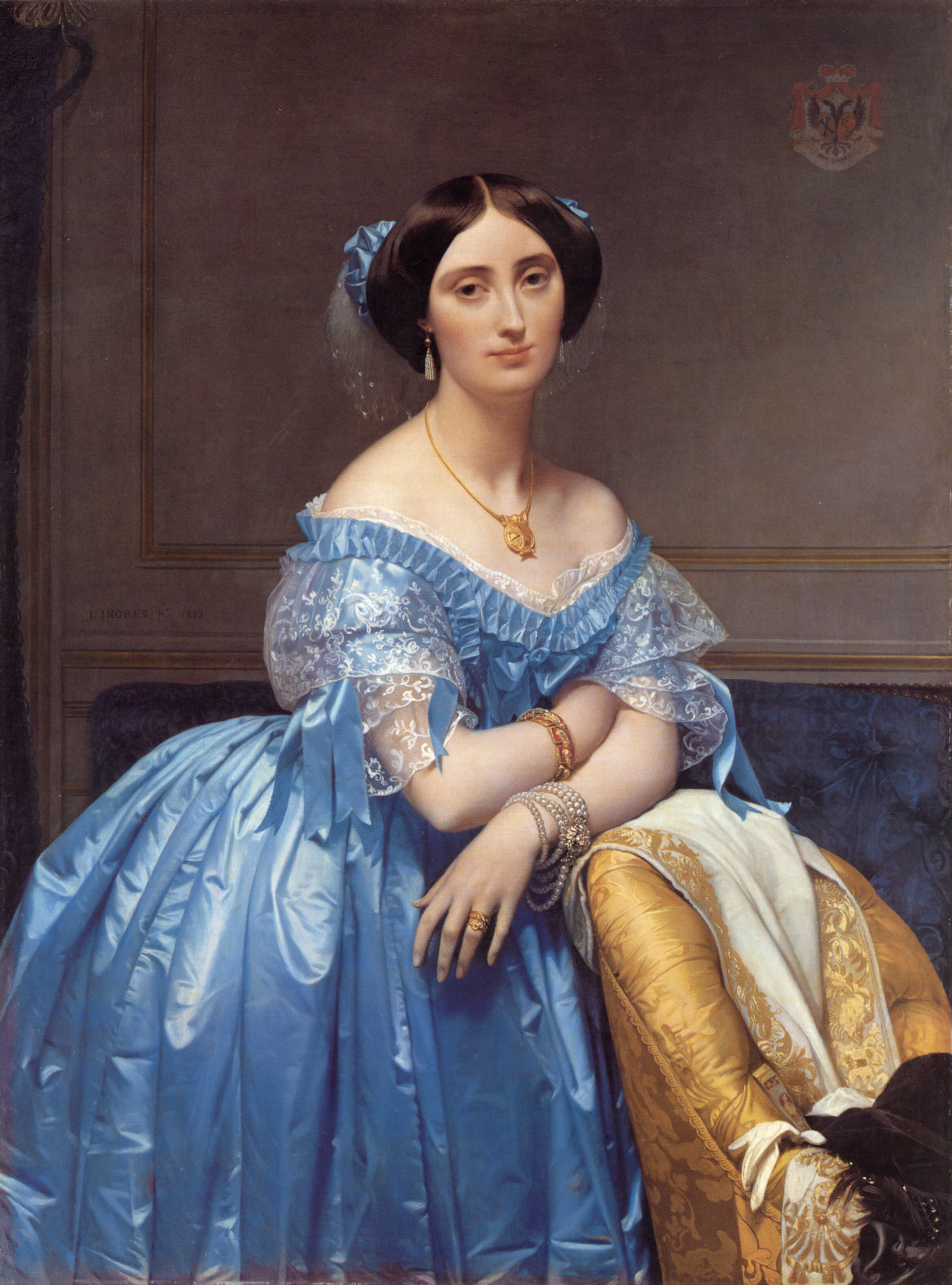
『ド・ブロイ公爵夫人の肖像』（1851年-1853年）